# 阿爾恩格伊火山
阿爾恩格伊火山是俄羅斯的火山，位於堪察加半島中部，屬於中部山脈的一部分，海拔高度1,853米，山體在全新世形成，最近一次火山噴發的時間不詳。